# 市原市立八幡中学校
市原市立八幡中学校（いちはらしりつ やわたちゅうがっこう）は、千葉県市原市八幡にある公立中学校。文部科学省の学校コードはC112210002075、旧学校調査番号は123901で、教育開発出版の所属中学校コードは120187。通称は八中（やっちゅう）。

## 概要
1947年の学校教育法施行に伴い開校した中学校である。八幡宿駅に程近い位置にあり、市原市で人口規模が2番目の地区である市原地区の中心部を通学区域に指定している。

## 沿革

### 概歴
学校教育法施行により1947年に八幡町立八幡中学校として開校した。当時所在した場所は現在、八幡運動公園になっている。1955年には、市町村合併により市原町立八幡中学校になり、1963年には再び市町村合併により市原市立八幡中学校となった。沿岸工業地域の開発が進んだことで人口が増加し、1981年に市原市立八幡東中学校を分離した。その後は、同様な経緯を持つ市原市立姉崎中学校とは対照的に安定的な生徒数を保ち続けていたが、少子高齢化の波に押され、市原市立八幡東中学校の生徒数減少が顕著となり、また同校の敷地の一部が市有地でなかったことも相まって、2023年度より再び統合されることとなった。

### 年表
年表は以下の通りである。
- 1947年（昭和22年）4月1日 - 八幡町立八幡中学校開校
- 1952年（昭和27年） - 校歌制定。
- 1955年（昭和30年）3月31日 - 八幡町と菊間村が合併し市原町となったことで市原町立八幡中学校となる。
- 1957年（昭和32年） - 県教育委員会より学校表彰を受ける。
- 1963年（昭和38年）5月1日 - 市原市市制施行に伴い市原市立八幡中学校となる。
- 1965年（昭和40年）4月17日 - 新築された体育館に約30箇所の亀裂が入っているのが見つかり検査不合格。東京の坂川建設が施工。
- 1970年（昭和45年） - 校舎建て替えに伴う校地移転。
- 1976年（昭和51年） - 校舎増築及び渡り廊下設置
- 1981年（昭和56年）4月1日 - 市原市立八幡東中学校分離
- 1987年（昭和62年） - 武道館設置
- 1989年（平成元年） - パパクラ市訪日団が学校を訪問。
- 2003年（平成15年） - 女子ソフトテニス部が全国中学校総合体育大会出場（個人）。
- 2011年（平成23年） - 水泳部が全国中学校総合体育大会出場（個人）。
- 2012年（平成24年） - 相撲団体で全国中学校総合体育大会出場。
- 2013年（平成25年） - 相撲個人で全国中学校総合体育大会出場。
- 2018年（平成30年） - 柔道個人で全国中学校総合体育大会出場。
- 2019年（令和元年）
  - 柔道個人で全国中学校総合体育大会出場。
  - 7月 - 一部特別教室及び余剰教室を除きエアコンの設置が完了。
- 2023年（令和5年）4月1日 - 前日限りで閉校した八幡東中学校を統合。

## 校則

### 校章
5つの花弁のようなもので囲まれた中央に「中」の文字が書かれている。

### 校歌
校歌に関する情報は以下の通りである。
| 作詞 | 松原至大   |
| 作曲 | 芥川也寸志 |

### 制服
市原市内の中学校22校のうちブレザーを採用しているのは5校のみ、夏服にポロシャツを採用しているのは本校1校のみである。また、市内の学校で唯一、ジェンダーレスタイプの制服を導入している。詳細は以下の通りである。
| 冬服 | 左胸にロゴが入った2つボタンの濃紺色ブレザー | 左胸にロゴが入った2つボタンの濃紺色ブレザー                    |
| 冬服 | スラックスタイプ                            | 赤に数色のラインが入ったネクタイ、薄赤のチェック柄ズボン       |
| 冬服 | スカートタイプ                              | 赤に数色のラインが入ったリボン、薄赤の縦ラインが入ったスカート |
| 夏服 | 「Y」と書かれたロゴが入ったポロシャツ       | 「Y」と書かれたロゴが入ったポロシャツ                          |
| 夏服 | スラックスタイプ                            | 薄赤のチェック柄ズボン                                         |
| 夏服 | スカートタイプ                              | 薄赤の縦ラインが入ったスカート                                 |

### 制定鞄
校章が描かれた横長のリュックサックタイプ又は肩掛けタイプの鞄である。

### 制定ジャージ
紺色を基調に水色と白色のラインがはいり、胸元に「Yawata Junior High School」と描かれている。全学年共通。

### 旧制服
デザイン変更が実施される前年度の2022年（令和4年）度まで使用された制服である。市原市内の姉崎中、姉崎東中、有秋中、東海中、千種中、双葉中、市原中、三和中、市東中、湿津中の制服とは、校章以外でほとんど見分けがつかない。詳細は以下の通りである。
1. 冬服
  - 男子：詰襟学生服（学ラン）
  - 女子：カフスとセーラーカラーに3本の白いラインが入った濃紺色のセーラー服、白色のスカーフ
2. 夏服
  - 男子：Yシャツ、「Yawata」のロゴが入った黒系ズボン
  - 女子：ブラウス、吊りスカート、薄水色のリボン

## 施設

### 敷地
- 所在地：〒290-0062 千葉県市原市八幡500番
- 所有者：市原市
- 敷地面積：33,535m2
- 取得価格：1,262,610,000 円
- 指定建蔽率：60%
- 指定容積率：100%

### 建物
敷地内の建物は以下の通りである。
| 棟番号 | 棟名称              | 構造 | 階数        | 延床面積 | 建築年 | 耐震   | 耐震 | Is値 | 備考 |
| ------ | ------------------- | ---- | ----------- | -------- | ------ | ------ | ---- | ---- | ---- |
| 001    | 校舎-1              | RC造 | 地上3階建て | 3,318.00 | 1970   |        |      | 0.78 |      |
| 002    | 校舎-4・5・渡り廊下 | RC造 | 地上3階建て | 2,844.00 | 1976   |        |      | 0.85 |      |
| 003    | 体育館              | RC造 | 地上2階建て | 1,216.00 | 1973   |        |      | 0.79 |      |
| 004    | 武道場              | RC造 | 地上1階建て | 672.00   | 1987   | 新耐震 |      |      |      |
| 005    | 校舎-3              | RC造 | 地上1階建て | 388.00   | 1970   |        |      | 1.02 |      |
| 006    | 倉庫・物置          | S造  | 地上1階建て | 72.00    | 1971   | -      |      |      |      |
| 007    | 脱衣室・更衣室      | 木造 | 地上1階建て | 62.00    | 1982   | -      |      |      |      |
| 008    | 倉庫・物置          | 木造 | 地上1階建て | 60.00    | 1971   | -      |      |      |      |
| 009    | 倉庫・物置          | 木造 | 地上1階建て | 35.00    | 1970   | -      |      |      |      |
| 010    | 倉庫・物置          | 木造 | 地上1階建て | 26.00    | 1979   | -      |      |      |      |
| 011    | 校舎ー1             | 木造 | 地上1階建て | 18.00    | 1978   | -      |      |      |      |
| 012    | 倉庫・物置          | 木造 | 地上1階建て | 14.00    | 1974   | -      |      |      |      |
| 013    | 倉庫・物置          | S造  | 地上1階建て | 6.00     | 1976   | -      |      |      |      |
| 014    | 校舎-1              | S造  | 地上1階建て | 5.00     | 1983   | -      |      |      |      |

## 規模
2023年（令和5年）4月1日現在の学校規模は以下の通りである。
| 生徒数       | 657名    | 1年生    | 210名    |
| 生徒数       | 657名    | 2年生    | 231名    |
| 生徒数       | 657名    | 3年生    | 216名    |
| 学級数       | 18学級   | 18学級   | 18学級   |
| 通学区域面積 | 9.389km2 | 9.389km2 | 9.389km2 |

## 通学区域
以下の町丁字とその範囲を通学区域に指定している。
- 八幡海岸通の一部
- 八幡
- 八幡浦1 - 2丁目
- 八幡北町1 - 3丁目
- 八幡石塚1 - 2丁目
- 菊間の一部 - 一部は旧八幡東中学校通学区域
- 五所のー部
- 旭五所
- 東五所
- 西五所の一部
- 西野谷の一部
- 白金町1丁目の一部
- 門前の一部
- 郡本の一部
- 若宮 - 旧八幡東中学校通学区域
- 能満の一部 - 旧八幡東中学校通学区域
- 山木の一部 - 旧八幡東中学校通学区域

## 通学区域内施設
通学区域内の主な施設は以下の通りである。
- 八幡宿駅
- 市原市役所市原支所
- 市原市立八幡公民館
- 八幡宿駅西口複合施設
- 市原市青少年会館
- 市原市教育センター
- 市原市立八幡小学校
- 市原市立石塚小学校
- 市原市立五所小学校
- 市原市立若宮小学校
- 千葉県立市原八幡高等学校
- 市原市立八幡認定こども園
- 市原警察署
- 市原スポレクパーク
- 八幡公園
- 八幡運動公園
- 若宮中央公園
- 千葉銀行八幡支店
- 館山信用金庫若宮支店

## 小学校区
- 市原市立八幡小学校
- 市原市立石塚小学校
- 市原市立五所小学校
- 市原市立若宮小学校

## 隣接中学校区
- 市原市立菊間中学校
- 市原市立市原中学校
- 市原市立若葉中学校
- 市原市立辰巳台中学校 - 旧八幡東中学校通学区域に隣接
- 千葉市立生浜中学校

## アクセス
- 八幡宿駅から徒歩10分

## 出身者
- 成清龍之介（競輪選手）